# Republika Bośni i Hercegowiny
Republika Bośni i Hercegowiny (serb.-chorw. Republika Bosna i Hercegovina / Република Босна и Херцеговина) – państwo istniejące w latach 1992–1995, utworzone po odłączeniu się Socjalistycznej Republiki Bośni i Hercegowiny od Socjalistycznej Federacyjnej Republiki Jugosławii; w 1995 r. przemianowane na Bośnię i Hercegowinę.

## Niepodległość
Śmierć marszałka Tito w 1980 r. rozpoczęła proces rozpadu Jugosławii. Regiony Bośni i Hercegowiny wchodziły w skład Socjalistycznej Federacyjnej Republiki Jugosławii, jako jedna z sześciu republik, pod nazwą Socjalistyczna Republika Bośni i Hercegowiny. Na początku lat 90. kolejne jugosłowiańskie republiki proklamowały swoją niepodległość. W październiku 1991 r. tą samą drogą podążyli bośniaccy parlamentarzyści. W referendum, przeprowadzonym 1 marca 1992 r., chorwacka i muzułmańska część społeczeństwa poparła projekt samodzielnego państwa. 3 marca 1992 r. Republika Bośni i Hercegowiny ogłosiła swoją niepodległość. Jeszcze w kwietniu tego samego roku państwo uznała Wspólnota Europejska i Stany Zjednoczone.

## Transformacja –układ z Dayton
Po trwającej blisko cztery lata, krwawej wojnie, 14 grudnia 1995 r. zostało oficjalnie podpisane, przez wszystkie strony konfliktu, porozumienie pokojowe zwane układem z Dayton. Porozumienie zakładało de facto powołanie nowego państwa, od teraz zwanego Bośnią i Hercegowiną, które to będzie państwem federalnym, składającym się z dwóch części (Republiki Serbskiej i Federacji Bośni i Hercegowiny) oraz z autonomicznego dystryktu Brčko. Aneks 4 do układu zawierał konstytucję nowo utworzonego podmiotu.